# Rueda de Falkirk

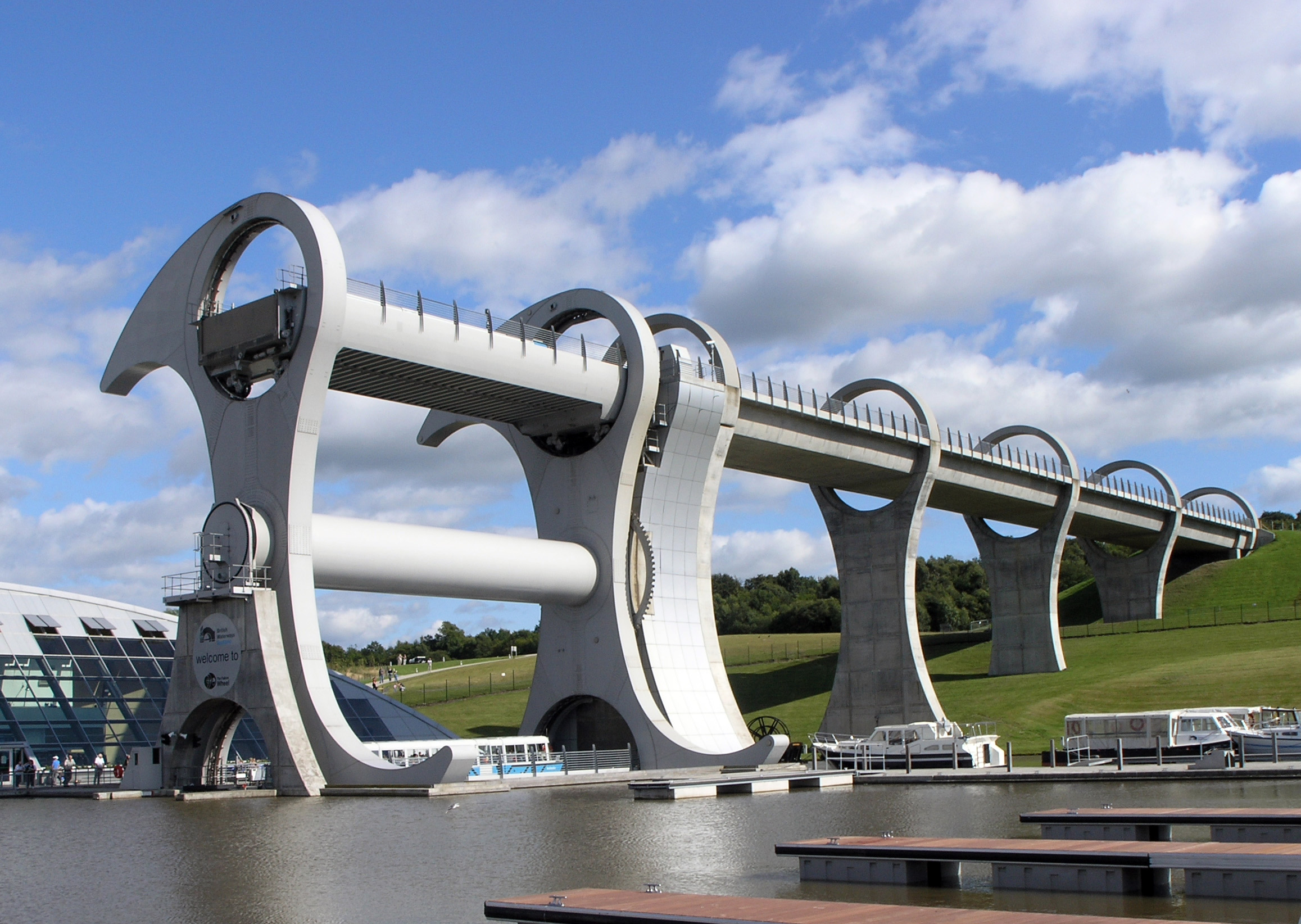
La rueda de Falkirk.

La rueda de Falkirk, llamada así en referencia a la cercana localidad de Falkirk, situada en Escocia central, es un ascensor de barcos  giratorio que conecta el canal Forth y Clyde con el canal Union. Anteriormente, los dos canales estaban comunicados por once esclusas, pero en la década de 1930 los rellenaron con tierra.
El plan para reconstruir los canales de Escocia Central que conectaran Glasgow con Edimburgo fue dirigido por British Waterways, con apoyo y financiamiento de autoridades locales, Scottish Enterprise, por el Fondo Europeo de Desarrollo Regional y la comisión del Milenio. Desde el principio, la idea fue crear una construcción digna del siglo XXI para volver a conectar los canales. Se convocó un concurso, del que el diseño de la rueda de Falkirk resultó ganador. Como muchas de las construcciones de la Comisión del Milenio, esta cuenta con un centro de interpretación, una tienda, una cafetería y un salón de exposiciones.
La diferencia de altura entre los dos canales es de 24 m, aproximadamente la altura de un edificio de ocho plantas. El canal Central es once metros más alto que el canal que se comunica con la rueda. Para solucionar esto colocaron filtros para que los barcos pudieran descender poco a poco. El acueducto no pudo ser posicionado más alto debido a problemas con el muro de Antonino, históricamente importante.
La construcción está cerca del fuerte Rough Castle, y la población más cercana es Tamfourhill. El 24 de mayo de 2002, la reina Isabel II inauguró la rueda de Falkirk como parte de su celebración de bodas de oro con la Corona. La inauguración se retrasó un mes debido a una inundación que fue resultado de un acto de vandalismo, lo que obligó a abrir las compuertas de la rueda de Falkirk.

## Descripción

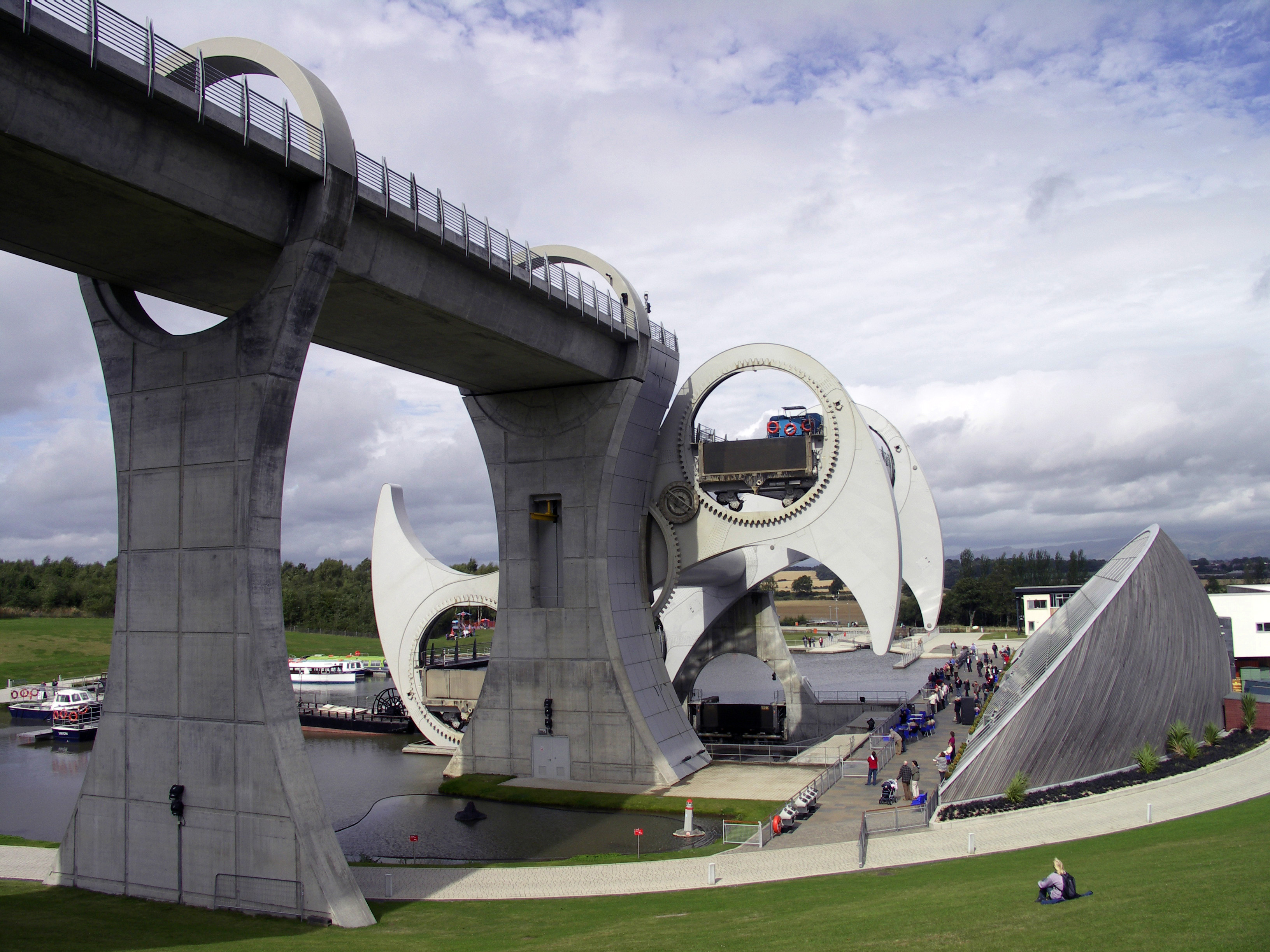
La rueda de Falkirk en acción. El edificio en forma de cuña a la derecha es el centro de interpretación.

Los servicios arquitectónicos fueron facilitados por RMJM, con base en Escocia, los primeros diseños de Nicolle Russell Studios y por los ingenieros de Binnie Black & Veatch. El arquitecto principal del proyecto fue Tony Kettle, miembro de RMJM.
Bachy/Stoletanche y Morrison Construction Joint Venture ganaron el contrato para diseñar la rueda y el centro de interpretación, una nueva sección del canal, un canal bajo el Muro de Antonino y una sección del acueducto. A su vez, Morrison Construction nombró a Butterley Engineering para diseñar y construir la rueda. Butterley llevó a cabo toda la construcción e integró un equipo para que se encargara del diseño. El equipo estaba integrado por Tony Gee para el diseño estructural y por M. G. Banette para el diseño eléctrico y mecánico.
La rueda, que tiene un diámetro total de 35 metros, consta de dos brazos opuestos que se extienden 15 metros a partir del eje y que tienen una forma que recuerda un hacha celta, de doble cabeza, situados a unos 25 metros uno del otro sobre un eje de 3,5 metros de diámetro. Dos canastas o cajones diametralmente opuestos que actúan a modo de esclusas para confinar la embarcación, con capacidad de 300 metros cúbicos cada uno, llenos de agua, se encuentran en el centro del hueco de los brazos, a modo de dos cunas, que giran como en una rueda de la fortuna.
La rueda es el único elevador rotacional de barcos en el mundo y es considerado como el máximo logro de la ingeniería de Escocia. También en el Reino Unido existe un elevador de barcos, el Anderton Boat Lift en Cheshire Inglaterra, pero la rueda puede ser considerada una versión mejorada de este, debido a que usa el principio de una balanza, donde hay dos tanques con el mismo peso para que estén equilibrados y el trabajo sea solo mecánico. El sistema de rotación es diseño original y característico de la Rueda de Falkirk.
Desde 2007, la rueda aparece en el anverso de los billetes de 50 libras expedidos por el Banco de Escocia, en una serie de billetes se conmemora a los mayores logros de la ingeniería escocesa.

## Funcionamiento
La rueda gira junto con el eje, que es detenido por dos engranes (ruedas dentadas) estacionarios de 4 m de diámetro, ubicados en los extremos del eje, en la base de la rueda. El engrane estacionario en el cuarto de máquinas tiene un anillo interior que funciona como anillo giratorio. Este está montado sobre 10 motores hidráulicos instalados sobre un engrane estacionario. La unidad de ejes de los motores tiene el piñón del motor, que actúa como engranajes planetarios estacionarios en este tren de engranajes y de cambio de marcha girando el anillo. Un motor eléctrico acciona una bomba que está conectada a los motores hidráulicos por medio de mangueras que permiten el movimiento del sistema a 1/8 rpm.
¿Cómo se mantienen nivelados los cajones?
Los cajones deben girar a la misma velocidad que la rueda, pero en dirección opuesta y asegurar que el agua o el contenido de los barcos no se mueva cuando gira la rueda.
Cada extremo del cajón está sujeto a engranes en las caras interiores de la rueda, que a su vez están en contacto con el centro de la rueda, lo que permite que los cajones giren. La rotación está controlada por un tren de tres engranes, un patrón alternante de dos engranes de 8 m de diámetro y uno pequeño, los tres con dientes externos. El engrane central está sujeto a la rueda para evitar que gire y que los dos engranes de los lados mantengan la misma velocidad. 
¿Cómo alinearon los canales?
La ruta elegida para llevar el canal Central al lugar donde estaría la rueda, significó la construcción de un nuevo tramo de canal que va desde el puerto de Maxwell hasta el sur de la rueda. Este canal de 150 m de largo es el más reciente en el Reino Unido, desde la excavación en Dudley, West Midlands.

## Construcción
Fue construida por Butterley Engineering, de Ripley, Comarca de Derby, dentro del Plan Milenio para reconectar los ya citados canales, básicamente para uso recreativo. Ambos canales ya estaban conectados por una serie de 11 esclusas, pero en los años 1930 cayeron en desuso y se rellenaron de tierra para otros fines. La Comisión del Milenio decidió regenerar los canales de Escocia central para conectar nuevamente Glasgow con Edimburgo. Se convocó un concurso para la conexión de las esclusas, ganando este proyecto. Al igual que muchos proyectos de la Comisión del Milenio, este sitio incluye un centro de interpretación con cafetería, tienda y un centro de exhibición (especie de museo de sitio).
El coste de la rueda fue de 17,5 millones de libras y el proyecto de restauración tuvo un coste global de 84 millones y medio (de los que 32 £ millones vinieron de la Lotería Nacional del Reino Unido). Desde 2005, una vuelta en la rueda cuesta 8 £ para adultos y 4 £ para niños.

## Galería

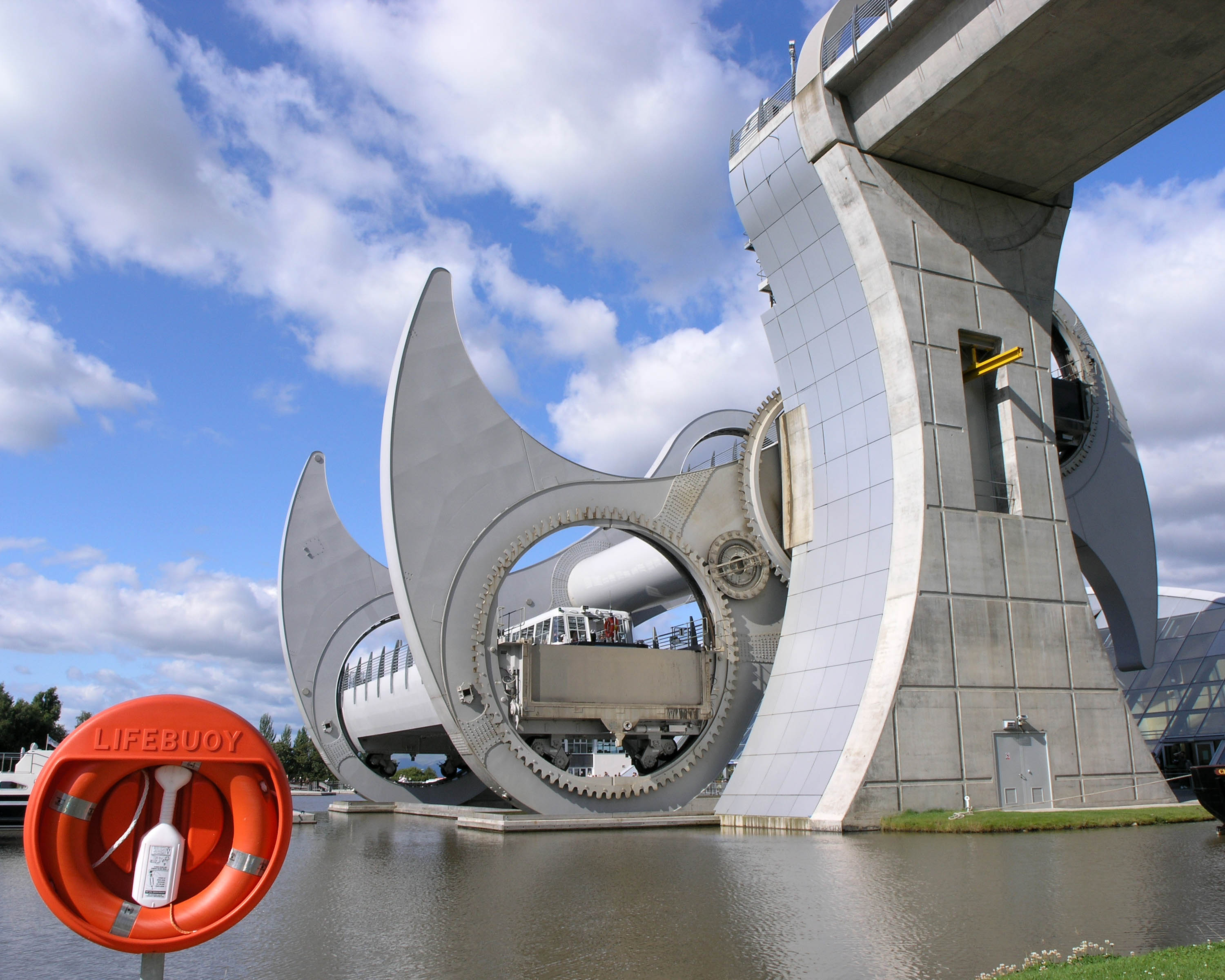
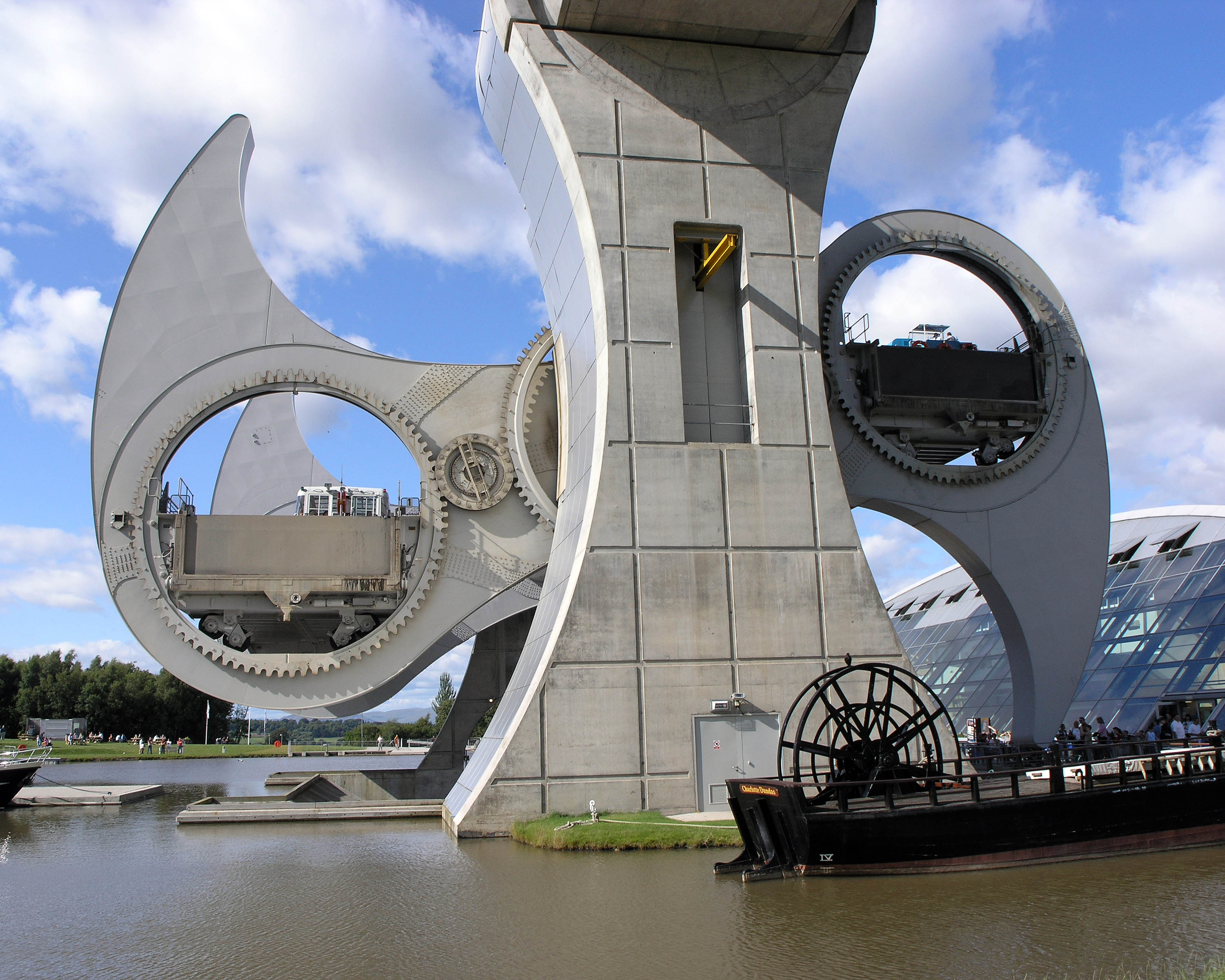
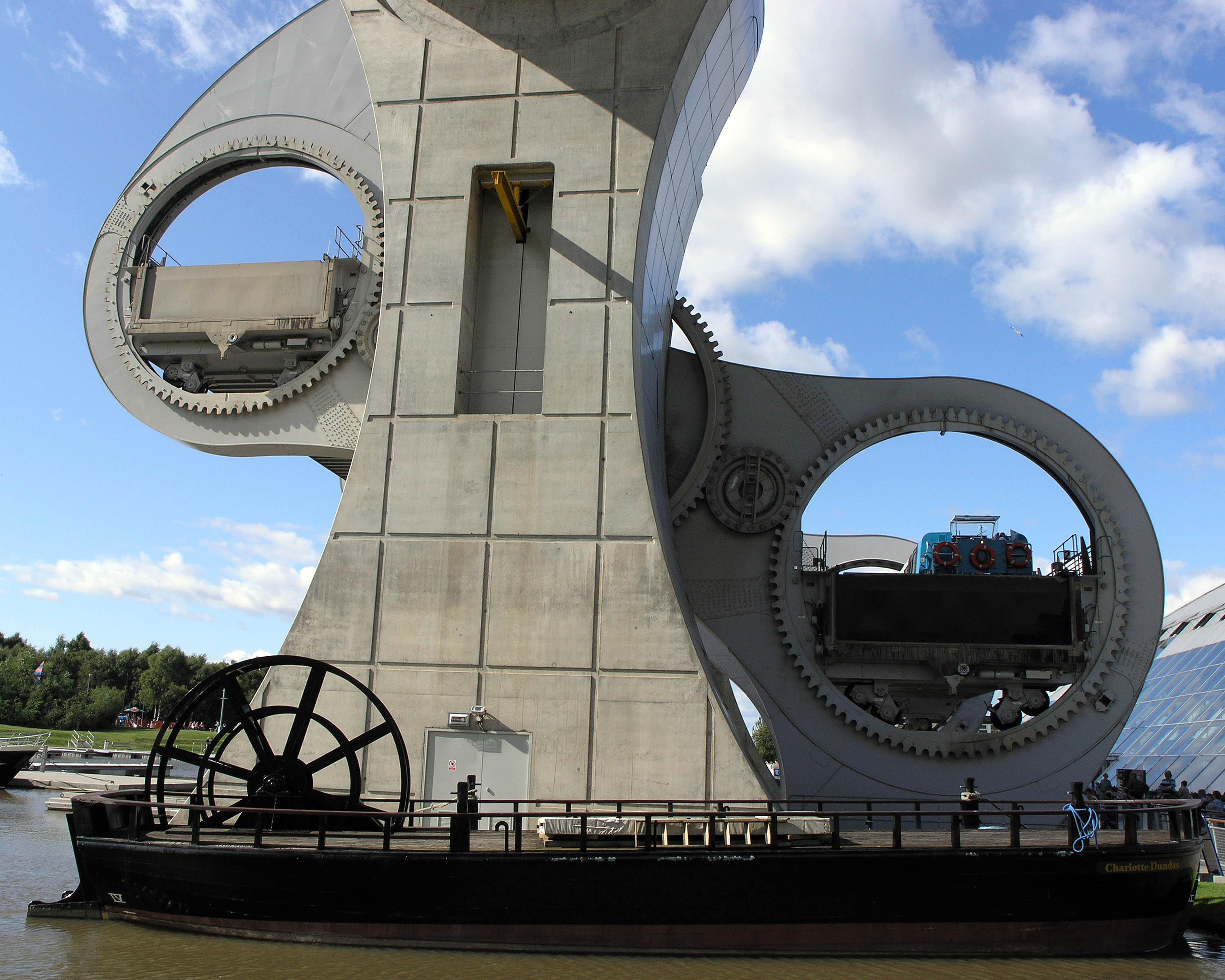
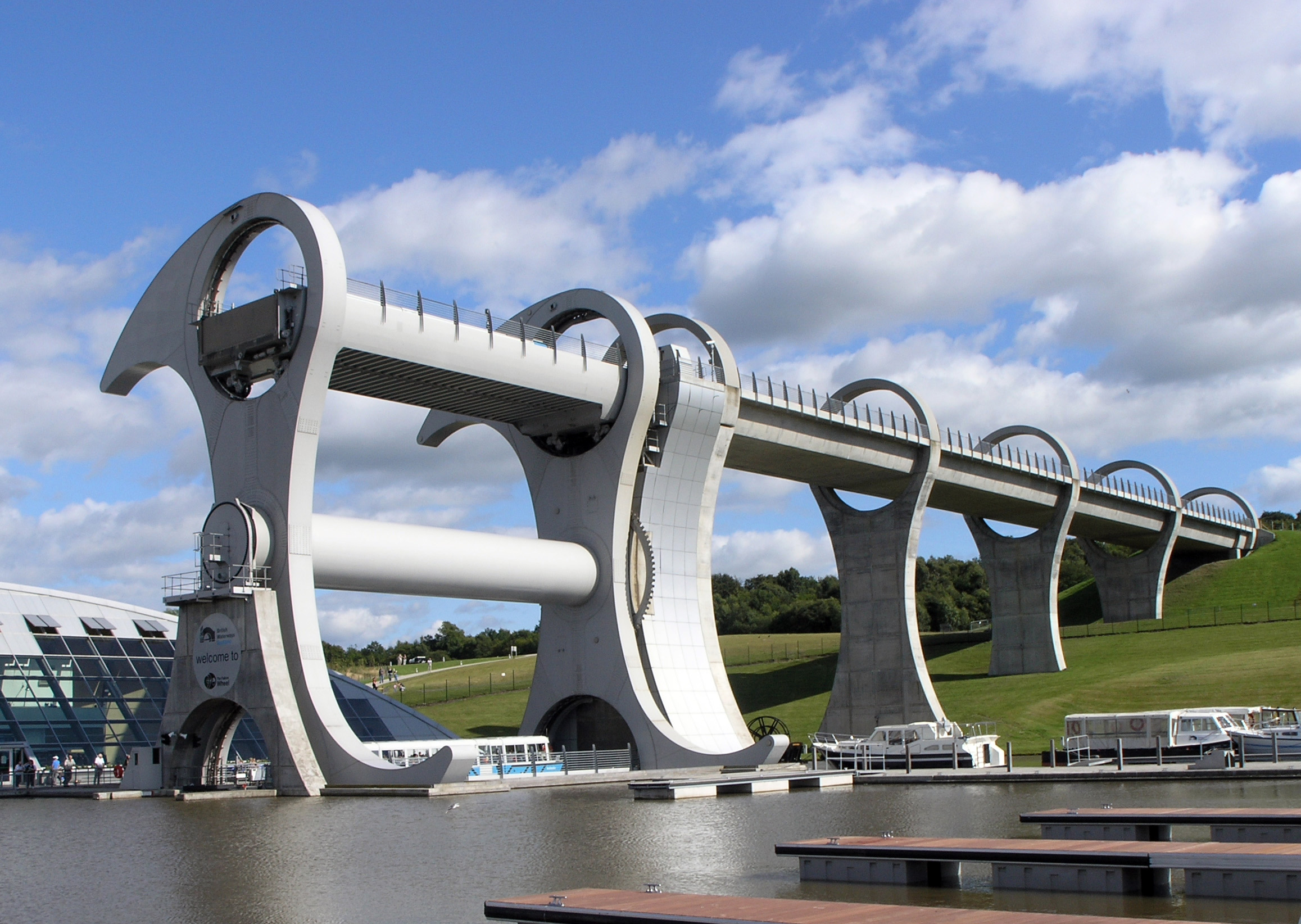
Animación del movimiento de la Rueda
- Vídeo